# راتکو گلاوینا
راتکو گلاوینا (کرواتی: Ratko Glavina؛ زادهٔ ۱ دسامبر ۱۹۴۱) بازیگر، و بازیگر تلویزیون اهل کرواسی است. وی از سال ۱۹۵۵ میلادی تاکنون مشغول فعالیت بوده‌است.